# Otto Mengelberg (kunstschilder)

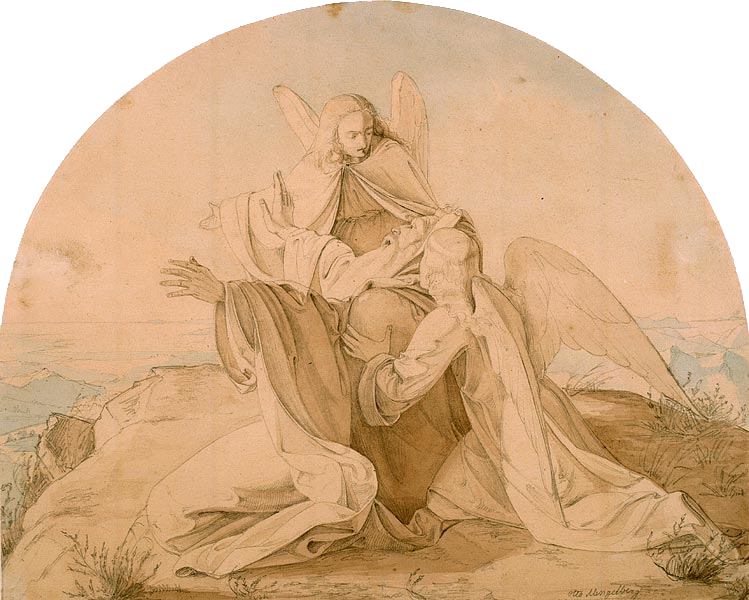
Otto Mengelberg: Dood van Mozes (1836)

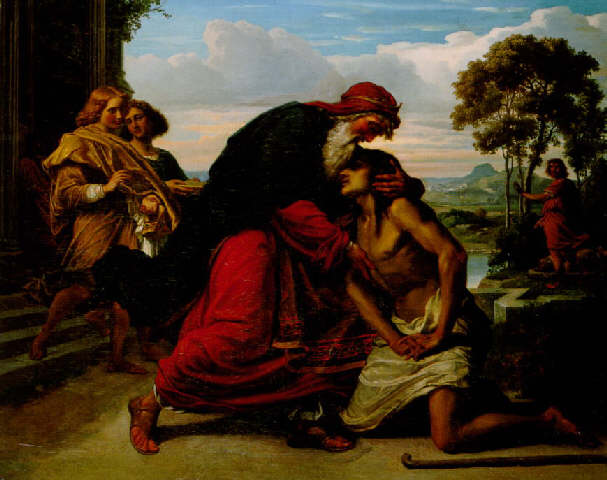
Otto Mengelberg: De terugkeer van de verloren zoon (1848)

Otto Heinrich Mengelberg (Keulen, 1 april 1817 - Düsseldorf, 28 mei 1890) was een Duits portret- en historieschilder en lithograaf.
Otto, lid van de familie Mengelberg, was de zoon van schilder Egidius Mengelberg (1770–1849). Hij genoot zijn opleiding aan de Kunstacademie Düsseldorf, waar hij onder meer les kreeg van de tekenaar Carl Friedrich Sohn en de schilder Friedrich Wilhelm von Schadow. Na een kort verblijf van twee jaar in München assisteerde hij de schilder Joseph Fay bij de beschildering van het gemeentehuis van Elberfeld, het huidige Von der Heydt-Museum in Wuppertal. Later vestigde hij zich in Düsseldorf en werd hij lid van de Düsseldorfer Malerschule. Hij schiep hoofdzakelijk schilderijen met historische motieven, maar ook met Bijbelse voorstellingen waaronder altaarstukken.

## Link
- Portret van de kunstenaar op de website van de Stichting Volmer

- Gemeinsame Normdatei: 116881674
- Virtual International Authority File: 3233645